# Neuro Killers
Neuro Killers (Death Warmed Up) è un film horror neozelandese del 1984 diretto da David Blyth.

## Trama
Il giovane Michael Tucker uccide i genitori sotto effetti di droghe dopo essere stato sottoposto agli esperimenti del perfido dottor Archer Howell, scienziato intento a fare ricerche per allungare la vita. Verrà rinchiuso in un manicomio, ma alcuni anni dopo riesce ad evadere e si metterà alla ricerca del dottor Howell per vendicarsi.

## Distribuzione
Neuro Killers è stato presentato al London Film Festival nel novembre 1984. Sempre in quell'anno vinse il premio per il miglior horror al festival di Sitges in Spagna e il Grand Prix al Paris International Science Fiction and Fantasy Film Festival.
In Italia venne distribuito in VHS dalla Image Video.